# Pau Puig
Pau Puig (Catalunya, 1722- Barcelona, 1798) fou un escriptor i clergue regular menor del convent de Sant Sebastià, de Barcelona. Va fer de professor i de regent d'estudis a les escoles de Gramàtica, de Retòrica i de Teologia del convent i, sobretot, va destacar dintre del seu orde com a predicador, ja que feia servir molts jocs de paraules i expressions enginyoses en els sermons, que els feien molt amens.
També la seva obra poètica era coneguda i apreciada pels seus contemporanis, com ho demostra el fet que trobem poemes seus copiats en manuscrits molt diversos. Així mateix se sap que formava part d'una tertúlia literària, de la qual es conserven molts escrits en prosa castellana amb alguns poemes intercalats.
Tota l'obra de Pau Puig té un to burleta, enginyós, juganer i benhumorat. Parli del tema que parli, des de la composició més picant a la més seriosa, Puig no se sap estar d'utilitzar l'agudesa o el joc d'enginy per sorprendre i fer somriure el lector. Aquesta profusió de bromes i de dobles sentits dificulta de vegades la comprensió de l'obra de Pau Puig per al lector actual, però alhora ens fa més atractiva la seva obra.

## Obra

### Poesia
S'atribueixen a Pau Puig 172 poemes en català (que sumen uns 5.000 versos) i 725 poemes en castellà (uns 7.500 versos). La majoria de composicions poètiques són breus, formades per una sola estrofa, molt sovint una dècima, però també n'hi ha de més llargues, formades per diverses estrofes. Habitualment, una breu frase d'encapçalament ens informa de les circumstàncies que han motivat el poema (una celebració religiosa, un esdeveniment, una anècdota, ...).
Les poesies més celebrades són: 
- Dècimes a les exèquies que feu la vila de Figueres
- Epitafi a un escolà, gran lladre, que robava molta cera en cert convent

### Teatre
- Lo clarí de Aquitània i martell de l'heretgia, sant Hilari, comèdia de sants
- Entremès de les beates
- Entremès del cavaller
- Procesión en Grajanejos, entremès

### Prosa
- El Sarrabal de la ciudad de Barcelona para el año 1792 (calendari humorístic publicat pòstumament els anys 1820 i 1835, sense fer constar el nom de l'autor)
- Glorias del Hijo por nacer en el monte de la Madre... (sermó publicat l'any 1747)
- Las partes de la oración nuevamente copiadas ... (sermó publicat l'any 1749)
- Las manos de las obras y las obras de las manos ... (sermó publicat l'any 1753)
- Oración panegyrica (...) prodigiosa imagen del Santo Crucifixo (sermó publicat l'any 1753)
- Fragmentos del psalmo 113 de David ... (sermó publicat l'any 1762)
- Gracias a Dios trino y uno ... (sermó publicat l'any 1764)
- Sermón histórico panegírico-moral (...) del Divino Redentor ... ((sermó publicat l'any 1767)
- Sermón en acción de gracias (...) Nuestra Señora de Misericordia... ((sermó publicat l'any 1772)
- Oración fúnebre que a la piadosa memoria de (...) Carlos Tercero ... (sermó publicat l'any 1789)

També es conserven una quantitat considerable d'escrits en prosa que Pau Puig adreçava als membres d'una tertúlia de la qual formava part, on comenta amb to festiu o satíric esdeveniments i anècdotes del moment, que il·lustra de tant en tant amb poemes en català o castellà.